# The Roots
|  | Denne artikel omhandler den amerikanske hip hop-gruppe. For anden brug af ordet, se Root. |
The Roots er en amerikansk hip hop-gruppen dannet i 1987 af rapperen Tariq "Black Thought" Trotter og trommeslageren  Ahmir "Questlove" Thompson i Philadelphia, Pennsylvania.

## Historie
Black Thought og Questlove mødt hinanden på Philadelphia High School for Creative Performing Arts. Grundet manglende økonomi rappede Black Thought henover Questlove's livetrommer i stedet for at købe pladespiller og en mixer.[kilde mangler]
De to optrådte med succes i diverse talentshows[kilde mangler], og da de fik selskab af bassisten Hub og rapperen Malik B spredte The Roots popularitet sig fra Philadelphia-området til New York.[kilde mangler]. Pladeselskaberne fik øje på gruppen og resultatet blev debut-albummet Organix i 1993.
Efterfølgeren Do You Want More?!!!??! udkom to år efter og var indspillet uden nogen form for samples. Den blev en moderat hit blandt fans af alternativ musik, men blev ikke nogen større succes i hiphopmiljøet, der stadig havde det svært med The Roots' liveorkestrering.[kilde mangler]
Problemet med at blive anerkendt kæmpede The Roots med frem til årtusindskiftet. Vendepunktet kom efter at gruppen blev udvalgt til at spille live med Jay-Z under hans MTV Unplugged-koncert, hvilket for alvor bragte fokus på gruppen.
Med albummet Phrenology fra 2002 fik The Roots deres helt store gennembrud. Noget der især skyldtes den storhittende single "The Seed 2.0".[kilde mangler]
I 2004 udsendte The Roots albummet The Tipping Point.
Den 28. august 2006 udsendte The Roots albummet Game Theory. Pladen var præget af vennen og kollegaen J. Dillas død.

## Diskografi

### Albums
- 1993: Organix
- 1995: Do You Want More ?!?
- 1996: Illadelp Halflife
- 1999: Things Fall Apart
- 1999: The Roots Come Alive
- 2002: Phrenology
- 2004: The Tipping Point
- 2006: Game Theory
- 2008: Rising Down
- 2010: How I Got Over
- 2011: Undun